# Othon IV de Bourgogne
Pour les articles homonymes, voir Othon IV.
Othon IV de Bourgogne ou Otton IV suivant les sources (vers 1240–† 1303), est comte palatin de Bourgogne et comte d'Artois par mariage avec la comtesse Mahaut d'Artois.

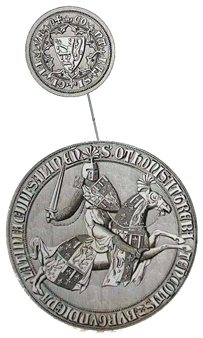

Il est le dernier comte de Bourgogne de la maison d'Ivrée, avant que le comté ne soit rattaché par mariage et filiation de ses deux filles au royaume de France puis au duché de Bourgogne.

## Origines
Otton IV naît vers 1248 au château d'Ornans. Il appartient à la maison de Chalon. Il est le fils de Hugues, comte palatin de Bourgogne, et de Alix de Méranie.
Otton est l'aîné d'une nombreuse fratrie comprenant sept filles qui embrassèrent la vie religieuse ou qui s'allièrent à d'illustres maisons, et quatre frères : Hugues, Étienne chanoine de la métropole, Renaud qui obtint par mariage le comté de Montbéliard, et Jean, sire de Montaigu. Tous devaient hommage à Otton. Après la mort du comte palatin Hugues (m. 1266), son père, le pouvoir échut à sa mère, Alix qui conserva le titre de comtesse palatine. Otton reçut le titre de sire de Salins.
Otton épousa Philippine de Bar en 1258, († après juin 1283). Une fille, Alix, naquit de cette union. Devenu veuf de Philippine de Bar, Otton avait fait la connaissance et s'était lié d'amitié avec Robert II d'Artois, le père de Mahaut, la future mariée, lors des grandes campagnes militaires de l'armée française en Italie destinées à venger la cruelle journée des Vêpres siciliennes,. Revenu de la campagne de Sicile il épousa en janvier 1284, en secondes noces Mahaut d'Artois, petite nièce de Saint Louis. Ce mariage fit de lui un cousin du roi qui lui avança le douaire en l'hypothéquant sur le comté de Bourgogne. Âgé de près de quarante-cinq ans, il était d'une trentaine d'années plus âgé que Mahaut.
Mahaut eut quatre enfants avec Otton : Jeanne, née vers 1291, Blanche, née vers 1296, Robert, né vers 1300, et Jean, né à une date incertaine. Cet enfant mort au berceau, n'est connu que par son tombeau élevé dans l'église des dominicains de Poligny. Robert est seul nommé avec ses sœurs dans le testament d'Otton daté du 13 septembre 1302.

## Le comté de Bourgogne en héritage
À la mort de sa mère Alix (1279) Otton, l'aîné des cinq fils qu'elle a eu de son premier mariage avec Hugues de Chalon lui succéda à la tête du Comté de Bourgogne comme comte palatin et sire de Salins sous la suzeraineté impériale.
En mourant elle lui laissa un domaine qui s'étend du pied des Vosges à Poligny et Orgelet sur 90 kilomètres de long. À l'est, le cours de la Saône constitue la coupure naturelle entre pays duchois et comtois. Malgré l'étendue de ce territoire, ses possessions ne constituent que l'ossature d'un état et il s'en fallut de beaucoup qu'Otton dominât entièrement le comté. L'héritage qu'il tenait de sa mère était une province désorganisée et couverte de ruines où les paysans étaient misérables et sans ressources, décimés par les guerres.
Sa mère Alix avait entrepris une œuvre d'agrandissement du domaine comtal qui demeura imparfaite : le domaine restait divisé et morcelé. Il s'était accru mais restait vulnérable tant du côté des seigneurs comtois que de la part de redoutables voisins. Otton reconnut toute la fragilité de son pouvoir sur le comté à un moment où n'ayant pas d'héritier mâle il peinait pour faire valoir ses droits. Aussi, pendant toute la durée où il resta en possession du comté, il n'aura de cesse de lutter pour affermir son autorité.

## Personnalité du comte
Les historiens qui ont étudié sa personnalité, ses goûts ses sentiments l'ont jugé très sévèrement. É. Clerc écrit de lui : « il était léger, irréfléchi, toujours disposé aux solutions extrêmes en tout, prince fort médiocre, quoique son règne ait eu de grands résultats ». J.-M. Richard dit de lui : « Vaillante épée, nature généreuse, chevaleresque, aimant à la folie, le luxe, les tournois, les périlleuses aventures, tête faible, esprit léger, administrateur incapable » et Lucien Febvre n'est pas plus indulgent. Se rapportant au portrait assez vif qu'en a tracé Auguste Castan il écrit : « Tête faible, mais âme loyale ; esprit frivole, mais cœur généreux ; imagination vagabonde, mais tempérament vigoureux et fait pour braver les hasards de la guerre ». M.-T. Stauffennegger tente d'adoucir ces jugements. Elle écrit : « Il est certain que chez Otton les qualités de souverain ne vont pas probablement de pair avec celles de l'homme privé. Il s'est réellement occupé de son pays, a essayé d'affermir son pouvoir et de lutter contre les empiétements étrangers, sans pouvoir éviter l'issue fatale ». À l'étude de son testament, son dévouement pour les siens, son affection pour eux apparaissent. Otton paraît avoir été un époux attentif, un père aimant, un fils respectueux, un maître reconnaissant. Sa faiblesse et son caractère l'exposèrent aux coups de ses ennemis et de ses créanciers.

## Le comté de Bourgogne à l'avènement d'OttonIV
Géographiquement situé entre la France et l'Empire, le comté de Bourgogne n'était pas pleinement indépendant. À l'ouest, il était convoité par les Capétiens. Au-delà du Jura guerroyait l'empereur Rodolphe de Habsbourg (élu en 1273), qui semblait toujours prêt à franchir la barrière du Jura et à faire peser son autorité sur le comte de Bourgogne, officiellement son vassal. Au nord-est, était le comté de Montbéliard ; il relevait directement de l'Empire. Au pied des Vosges, se trouvaient les abbayes de Lure et de Luxeuil aux vastes domaines dont les abbés étaient princes d'Empire.
Sur la rive droite de la Saône son puissant et direct voisin le duc de Bourgogne possédait déjà de nombreux fiefs dans le comté et avait des visées expansionnistes. Depuis 1237, déjà, la cité fortifiée d'Auxonne, tête de pont d'une importance capitale constituait un empiétement des ducs de Bourgogne sur la terre comtoise.
Le comté était un pays désuni par la rivalité et la puissance des princes de Chalon et de leurs vassaux. Au sein même du comté les deux plus puissants barons du pays, les plus redoutables adversaires d'Otton IV et de l'influence française, Jean de Chalon, seigneur d'Arlay, l'oncle d'Otton, beau-frère de l'empereur Rodolphe Ier de Habsbourg depuis 1284 et son frère aîné Jean de Chalon-Auxerre (Jean Ier de Chalon-Auxerre) constituaient une perpétuelle menace pour Otton qui devait être prêt à parer à ces dangers et surtout faire face à leurs ambitions.
L'incessante opposition que cette famille faisait au comte suzerain, rendait difficile sinon impossible, l'administration de ses états. Or, le plus puissant de ces vassaux, celui dont le comte palatin avait tant de peine à se faire obéir, était son jeune oncle Jean, comte de Chalon, baron d'Arlay. Il était non seulement l'héritier de la meilleure partie des domaines de Jean Ier de Chalon, mais également l'héritier de la haine traditionnelle de la branche cadette des comtes de Bourgogne contre le représentant, quel qu'il fut, de la branche aînée. Par la haute situation de sa famille, l'étendue de ses domaines, les nombreux fiefs (il était à la tête de 516 fiefs écrit Lucien Febvre) qui relevaient de lui et sa valeur personnelle, le sire d'Arlay était le chef naturel de toute cette noblesse insoumise, ennemie éternelle de son suzerain.
Les empereurs allemands, qui voyaient le comte palatin entrer de plus en plus dans l'orbite de la vie française grandissait de tout leur pouvoir le comte de Chalon-Arlay, l'opposant le plus farouche à la pénétration française, le champion de l'empereur.

## Politique d'agrandissement de ses domaines
Pour accroître son autorité et regrouper les possessions comtales, Otton IV usa de la même politique d'achat de droits et de terres que sa mère, en particulier dans les grandes villes et le long des rivières. Ces inféodations étaient acquises en échange de fortes sommes d'argent. Mais sa politique d'agrandissement de ses domaines se heurta à de grands obstacles financiers et politiques tant à l'intérieur du comté qu'à l'extérieur.
À son avènement, déjà, les finances étaient épuisées par les guerres de la Savoie qu'avait eues à soutenir sa mère, par la pension de 3 000 livres tournois qui avait été accordée à Philippe Ier de Savoie lors de son mariage avec Alix de Méranie, par les 11 000 livres viennois versées au duc de Bourgogne Hugues IV de Bourgogne pour l'abandon de ses droits sur l'hoirie d'Otton III, complétés d'une rente annuelle de mille livres assignée sur le puits à sel de Grozon,,.
Ses expéditions lointaines, et ses coûteux séjours parisiens entraînèrent aussi de très lourdes dépenses que des rentrées d'argent importantes mais néanmoins insuffisantes n'arrivèrent pas à compenser. Ses finances étaient dans un mauvais état et son endettement le mit entre les mains de ses créanciers et du roi de France. Dès 1275 Otton fut la proie des prêteurs lombards et autres manieurs d'argent qui s'étaient glissés dans la province. Il engagea des joyaux pour se procurer 200 livres parisis. En Italie (en novembre 1283) il dut laisser une partie de son train engagée aux Spina de Florence, en 1285 pour partir en Pouilles, il dut encore à l'aller comme au retour, avoir recours aux créanciers qui ne le lâchèrent point.

## Relations avec les principautés voisines

### Relations avec le duc de Bourgogne
Le duc Robert II de Bourgogne était son voisin le plus direct et pouvait représenter une menace mais le duc et le comte de Bourgogne nouèrent des liens de plus en plus étroits. Ils mirent en œuvre une politique d'alliance et d'amitié qui fut concrétisée par la signature d'un traité de mariage le 24 septembre 1279 entre le fils aîné du duc, Jean, avec Alix, la fille qu'il avait eue avec Philippine de Bar et alors seule héritière du comté. Le décès des deux enfants empêcha le contrat de se réaliser. Le 3 mars 1280, Otton et le duc signèrent un nouveau traité par lequel Robert s'alliait expressément au comte palatin.
Ce nouveau traité comporte une inégalité flagrante des apports des deux parties ; Otton retire essentiellement des traités de 1279–1280 que le duc cesse ses empiétements en Comté ; apportant ainsi à Otton une tranquillité sur la frontière de la Saône. Comme preuve de leur amitié, à cette même date le duc Robert renonça en faveur du comte palatin, à la garde de Besançon,.
En se rapprochant du duc Robert, chambrier du roi de France, Otton se rapprochait aussi de la France, du roi et de sa cour. Il y conçut des idées de faste et de grandeur qui le menèrent à sa perte.

### Relations avec le comte de Bar
Au nord et nord-est, le comte de Bar était aux portes de l'état comtois. Les empiétements du comte prirent fin avec le commencement des négociations en vue du mariage du sire de Salins, futur Otton IV avec la jeune Philippine. Avec son beau-père, Otton entretint des relations empreintes de confiance et d'affection.

### Relations avec le comte de Champagne
Plus redoutable, parce que plus puissant fut le comte de Champagne dont les domaines jouxtaient également le Comté. Les rapports entre les deux principautés se multiplièrent dans l'intérêt des deux comtés ; les marchands se rendant aux foires de Champagne empruntaient les péages bourguignons et le maintien de l'ordre en Comté fut pour eux essentiel.

### Relations avec le comte de Montbéliard
Les comtes de Montbéliard étaient princes d'empire et revendiquaient l'immédiateté impériale, mais ils prêtèrent toujours hommage à l'empereur pour leurs domaines comtois. En 1282 le comté échut à Renaud de Bourgogne par mariage.

## Relations avec l'Empire
Le roi des Romains, Rodolphe de Habsbourg (il n'a jamais été couronné empereur), voulait cesser d'être évincé des affaires comtoises, restaurer un pouvoir fort et sa suzeraineté en Comté. Il avait besoin d'un allié pour limiter les ambitions du palatin qui se refusait à tenir son fief de l'empire et se rapprochait du parti français. Aussi Rodolphe chercha alors à se concilier le sire d'Arlay son beau-frère, à qui il accorda sa confiance et son soutien pour en faire un instrument de sa politique contre le palatin.
Jean de Chalon-Arlay qui voulait garantir l'indépendance de son état menacé par le comte de Bourgogne apparut rapidement comme le fidèle allié du roi Rodolphe. L'alliance impériale acheva de faire du sire d'Arlay un redoutable personnage.
La confiance accordée par le roi des Romains au rival d'Otton déclencha les hostilités entre le comte palatin, le vassal, et Rodolphe le suzerain. Otton, dont les sympathies pour la France étaient bien connues, chercha le soutien auprès du roi de France Philippe IV le Bel.
À travers la rivalité de deux féodaux qui luttèrent chacun pour étendre leur influence et qui déchira le comté, c'est en fait la lutte de deux souverains, le roi de France et le roi de Germanie qui se devine. Dans cette lutte des rapports de force dont le comte de Bourgogne fut le pivot s'établirent. Elle détermina l'avenir du pays comtois.

### Guerre ouverte contre le roi des Romains
La lutte ouverte entre Otton et Rodolphe s'engagea en 1289 à propos d'une guerre que soutenait Renaud de Bourgogne, le frère du comte de Bourgogne (devenu souverain du comté de Montbéliard par son mariage avec Guillemette de Neufchâtel), contre l'évêque de Bâle. Le prélat, Pierre de Reichenstein, en difficultés invoqua et reçut l'assistance de l'Empire. Jean de Chalon d'Arlay se rangea sous l'étendard impérial. Le comte de Montbéliard demanda secours à son frère Otton qui déclara ouvertement la guerre à Rodolphe. Le palatin trouva des alliés en la personne de Thiébaud, comte de Ferrette, d'une partie de la noblesse franc-comtoise et s'efforça de convaincre, mais en vain, le roi de France d'intervenir. Les troupes de cette ligue étaient seulement rassemblées à Bellevaux pour lui porter secours que Montbéliard était prise, le comté envahit la ville de Besançon, quartier des intrigues du roi de France qui soutenait le comte palatin fut assiégée. Finalement vaincus le comte et ses alliés s'en remirent à la générosité de Rodolphe,.
Pour la plus grande humiliation du comte vaincu, le roi Rodolphe lui imposa son vassal et ennemi Jean de Chalon-Arlay comme intermédiaire entre eux. Les préliminaires souscrits, Otton se rendit auprès de Rodolphe qui lui octroya son pardon en échange d'un hommage. Cette soumission fut renouvelée au cours d'une diète que Rodolphe tint à Bâle,. L'empereur avait fait sentir sa puissance. En se retirant sur Bâle ses troupes dévastèrent tout sur leur passage. Ce fut encore le comte de Chalon-Arlay, plénipotentiaire de son beau-frère, qui régla les conditions de la paix arrêtée le 5 mai 1290 entre Rodolphe et les Bisontins.

### Rivalités entre Otton et Jean de Chalon-Arlay
Le roi Rodolphe mourut le 15 juillet 1291. Son successeur Adolphe de Nassau continua la politique de son prédécesseur dans le comté : humilier par tous les moyens possibles le comte palatin et grandir le comte de Chalon-Arlay.
Deux différends opposaient alors Otton avec son neveu et rival Jean de Chalon-Arlay ; les droits du péage de Jougne et l'investiture de la mairie et de la vicomté de Besançon.

### La concession du péage de Jougne
La concession du péage de Jougne fut attribuée dès 1288 par privilège impérial de Rodolphe au profit de son beau-frère le sire d'Arlay. Otton IV riposta en tentant d'établir un péage à la frontière de ses possessions à Pontarlier et imposa les marchandises transportées suivant l'ancienne voie romaine de Jougne à Dole. Mais ce péage nuisant au péage de Jougne, le baron d'Arlay en demanda vivement la suppression ; de là naquirent des difficultés qui furent portées à l'arbitrage du roi des Romains Adolphe de Nassau en même temps que celles découlant des droits sur la mairie et la vicomté de Besançon.

### Les droits sur la mairie et la vicomté de Besançon
Les véritables propriétaires des fiefs que constituaient la mairie et la vicomté de Besançon étaient les archevêques qui les tenaient directement de l'Empire. Ils en confiaient la garde à des seigneurs qui ne pouvaient pas être des rivaux pour eux. En mars 1293 Jean d'Arlay avait acheté ces fiefs d'empire à Humbert de Clervaux, son vassal. Dès le 4 mai il sollicita l'empereur afin d'obtenir la ratification de cette cession. Inquiets de voir un homme trop puissant prendre une place aussi importante dans leur ville, l'archevêque Eudes de Rougemont et les bourgeois refusèrent l'investiture. Ils lui opposèrent Hugues de Chalon, le frère d'Otton comme compétiteur. Ce fut le signal d'une guerre sanglante entre l'oncle et le neveu.
Afin de plaider sa cause pour les deux différends, Otton se rendit en personne à Colmar auprès du roi Adolphe de Nassau occupé alors à en diriger le siège. En arrivant sous les murs de la cité alsacienne, le baron d'Arlay l'avait devancé. Otton devait mener deux négociations ; celle du péage de Jougne et également obtenir l'accord impérial pour l'investiture de la mairie de Besançon. Il ne put obtenir gain de cause ni dans l'une ni dans l'autre des demandes. Adolphe lui donna tort et le condamna sur tous les points en présence de tous les princes d'Empire assemblés. Il obligea Otton à accorder au sire d'Arlay l'exécution intégrale du privilège du péage et ordonna au comte palatin de mettre le baron d'Arlay en possession de la mairie et de la vicomté (22 octobre 1293) de Besançon. Otton dut s'incliner et faire encore hommage de son comté de Bourgogne. C'est totalement outragé, mortifié qu'il s'en revint à Besançon.
Et c'est ainsi que de plus en plus le roi des Romains écartait de lui le comte palatin de Bourgogne, il lui rendait de plus en plus difficile le gouvernement de ses domaines et le poussait même à chercher secours auprès du roi de France. Otton humilié, blessé au plus profond de son être par l'empereur n'avait plus d'autres ressources que l'amitié du roi.

## Relations avec le royaume de France

### Expéditions militaires
Otton fut constamment en rapport avec le roi de France ou des seigneurs de sa mouvance. Depuis longtemps il recevait du roi un soutien financier. Pour son compte, Otton s'engagea dans de grandes expéditions hors de son comté et hors de France : Sans autre but que de chercher les aventures, on l'avait vu dépenser des sommes folles pour concourir sous les bannières fleurdelisées. Il prit part en 1283 aux côtés de Robert II d'Artois, son ami, qui lui promit la main de sa fille Mahaut à la campagne lancée par Charles d'Anjou dans l'Italie méridionale qui eut pour but de venger le sanglant massacre des Vêpres siciliennes.
Une nouvelle campagne eut lieu à cette même fin : cette fois c'était le roi de France Philippe III le Hardi, en personne qui voulait châtier, dans ses propres états, le roi d'Aragon, fauteur du massacre des Français en Sicile. Otton IV ne résista pas à la tentation de courir cette aventure et chevaucha sous les bannières fleurdelisées accompagné de son frère Hugues et d'un certain nombre de nobles comtois. Ses troupes s'embarquent à Dole et allèrent par eau jusque dans le Midi,.
La campagne fut malheureuse : le roi Philippe le Hardi trouva la mort en opérant sa retraite et la petite troupe d'Othon IV revint décimée et désarçonnée. Mais Othon IV déjà ruiné par des prodigalités de toute nature se retrouva aux prises avec les usuriers qui exploitèrent son imprévoyance. Quand il en revint il avait le cœur plus français que le roi de France. Il nommait le roi de France son « très chier seigneur » et qui l'appelait « son fidèle ».

### Otton à la cour du roi de France

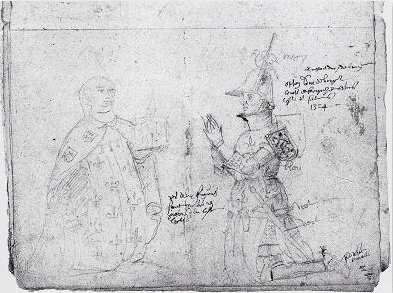
Effigies de Mahaut d'Artois et d'Otton IV de Bourgogne.

Les penchants naturels d'Otton IV le portaient à incliner vers la France. Brillant d'esprit, mais léger de caractère, d'une vanité égale à sa bravoure, il adorait le faste et aimait s'étourdir dans les fêtes. En épousant Mahaut il devenait vassal du roi de France pour les domaines de sa femme. Il vécut surtout à Paris, le séjour dans la capitale fut pour lui l'idéal de l'existence. Othon y demeura en 1281 au moins de juin à août. On l'y retrouva en 1287 et 1290. En 1294 il alla à Sens,.
Dès que le roi Philippe le Bel eut connu et jugé Otton il comprit le parti qu'il pouvait en tirer ; il ne cessa de le circonvenir, l'attirant à sa cour et lui faisant délaisser celle de l'empereur son suzerain, contre qui il l'indisposait. Il le combla d'honneurs, de distinctions et remédia à sa pénurie d'argent. Il sut acquérir sur l'esprit de d'Othon un tel ascendant que celui-ci devint un instrument docile de ses volontés.
À partir de l'échec de Montbéliard et les vexations impériales faisant le reste, Otton se livra sans réserve à la Fratce. Le roi le mit au comble de sa vanité en lui proposant une alliance entre leurs enfants Philippe (le futur Philippe V le Long) et Jeanne, tous deux alors en bas âge, et l'amena par divers moyens à lui céder à beaux deniers comptants ses États héréditaires.

### Le comté de Bourgogne dans les mains du roi de France

#### Les traités d'Évreux et d'Asmières de 1291
Menacé de toutes parts, par l'Empereur, par la maison de Chalon et écrasé par les dettes, il avait, dès 1285, noué des négociations avec la France. Un arrangement secret avec le roi fut concrétisé par le traité d'Évreux du 9 juin 1291. Le traité qui fut signé contient que la fille aînée d'Otton et de Mahaut d'Artois, Jeanne, serait mariée à l'un des deux fils de Philippe le Bel ; l'aîné, si le couple comtal n'avait pas de fils à la date du mariage, sinon le cadet. Dans le cas où le mariage se ferait avec le fils aîné du roi, Otton donnerait en dot à la princesse Jeanne la baronnie de Salins et ses appartenances, ainsi que la moitié du comté d'Artois et de tous les autres biens de sa mère, dont elle jouira du jour de ses noces. L'autre moitié de l'Artois et tout le comté de Bourgogne lui reviendrait après la mort d'Otton et de Mahaut :
« Mais dans le cas que ces derniers eussent un hoir mâle, le mariage se ferait avec le second fils de France ; que l'on donnerait à Jeanne la baronnie de Salins, et que la comtesse Mahaut lui donnerait tous ses biens, dont elle retiendrait la moitié en jouissance, moyennant quoi sa fille ne pourrait rien avoir à prétendre dans le comté d'Artois ». Otton s'engageait en outre à faire renoncer le souverain allemand au droit de suzeraineté qu'il exerçait sur le comté (ce qu'il ne pouvait faire sans l'acquiescement des princes de la Diète impériale). Ils lui promirent donc :
« de faire et procurer à leur pouvoir, en bonne foy, que le roi d’Allemagne ou li emperours quittent à tousiours l'hommaige que ont ou doibvent avoir au comté de Bourgoingne » Quelques mois plus tard, à Asnières, le château de Montrond fut ajouté à la dot.
Philippe le Bel et Otton avaient résolu de tenir cachées les conditions sous lesquelles Jeanne avait été fiancée à un prince de la maison de France. Le secret s'était finalement peu à peu ébruité et, sur la fin de l'année 1293, la nouvelle s'était répandue dans le comté.

#### Le traité de Vincennes de 1295
Quelque avantageuses que fussent pour la maison de France les conventions d'Évreux et d'Asnières, elles ne satisfaisaient pas encore les belles ambitions de Philippe le Bel. Il sut avec beaucoup d'habileté, mettre à profit les faiblesses du caractère d'Othon, ses embarras financiers, ses sympathies et ses rancunes, de telle sorte qu'il l'amena peu à peu à conclure ces étonnants traités de 1295 par lesquels il vendit pour un sac d'écus une belle province de France.
Rempli d'amertume et de ressentiments par des séries d'échecs de plus en plus graves, accablé de dettes, il signa le traité de Vincennes ; en février 1295, par lettres données à Paris, le comte palatin, vassal de l'Empire, Otton IV laissait à Philippe le Bel le soin de gouverner le comté de Bourgogne et d'en percevoir les revenus.
Le 2 mars 1295 le contrat de mariage entre Jeanne et l'un des deux fils de Philippe fut signé à Vincennes. Dans ce nouveau traité la dot de Jeanne comprenait désormais toutes les possessions bourguignonnes de son père, le douaire de Mahaut revenant à la jeune fille seulement à la mort de sa mère. Le roi obtint le droit d'administrer les terres bourguignonnes au nom du futur époux, dès la signature du contrat.
En échange Otton reçut 100 000 livres et une rente viagère de 10 000 livres tournois. Le roi s'engageait également à éduquer et établir les futurs enfants du couple comtal. Vers 1300 la comtesse palatine accoucha d'un fils auquel fut donné le nom de Robert, en mémoire de son aïeul maternel Robert, comte d'Artois. Ce fils se trouvait déshérité avant de naître,.
Le roi, pour empêcher qu'on abusât du nom et de la personne de cet enfant comme d'un prétendant légitime à l'héritage paternel, le fit conduire à Paris, où il le garda sous sa main, ainsi que ses deux sœurs et le mit sous surveillance, ainsi que son gouverneur. Quand il fut grand, il reçut, d'après le traité de Vincennes et sur le trésor de France, cinq mille livres de rente, avec l'obligation à sa majorité, d'exécuter ledit traité en ce qui concernait. Plus tard il mourut sans avoir cessé d'être gardé par son royal geôlier. Sa mort put légitimer jusqu'à un certain point la prise de possession du comté par sa sœur Jeanne.
Par cette politique matrimoniale, le roi Capétien s'assurait la mainmise sur le comté de Bourgogne aux dépens d'un éventuel descendant masculin, dépouillé de sa succession avant même sa naissance. Le comté de Bourgogne passa immédiatement sous administration royale. Après ce traité Otton se retira quelque temps à Salins, puis il vint s'installer à Paris avec sa famille. Le sort d'Otton ne fut pas malheureux puisqu'il était par sa femme dans l'attente du comté d'Artois. Après 1295, Otton siégea au Parlement en tant que comte d'Artois et pair de France.

## Mort du comte
Le 17 mars 1303 à Melun, Othon IV le dernier comte héréditaire de Bourgogne mourut à l'âge de 65 ans des suites d'une blessure reçue au cours d'une bataille contre les Flamands, livrée par les troupes royales près de Cassel,.
Le nouveau comte d'Artois, Othon, qui quelques mois plus tôt présidait le parlement de Paris en sa qualité de pair du royaume, semblait avoir prévu la mort qui l'attendait dans les Flandres : le 13 septembre 1302, au camp devant Vitry-en-Artois, il a dicté ses dernières volontés et distribué quelques souvenirs à Mahaut, à ses filles Jeanne et Blanche, fiancées à deux des fils de Philippe le Bel (Jeanne devant monter sur le trône de France avec Philippe V), à son fils Robert, qui, déshérité ne devait jamais régner sur l'Artois. On l'enterra dans l'Abbaye du Lys, près de Melun.
Sept ans plus tard, le 5 mai 1310, Mahaut fit transporter le corps d'Othon IV dans le comté de Bourgogne (Franche-Comté), en l'église cistercienne de Notre-Dame-de-Cherlieu (Commune de Montigny-lès-Cherlieu, Haute-Saône). Un tombeau fut érigé en 1312, réalisé par les mains de Pépin de Huy le plus célèbre sculpteur de l'époque,.
M.-T. Stauffennegger écrit les lignes suivantes qui résument l'action d'Othon comme comte palatin de Bourgogne :
« Othon n'est pas le personnage que beaucoup d'historiens décrivent, celui qui s'est désintéressé de son État et l'a froidement vendu à la France. Il a voulu régner sur le Comté en suivant l'exemple de sa mère. Il a voulu comme les souverains de son temps, être un grand féodal, à la tête de vassaux fidèles et disciplinés, mais aussi un prince moderne, chef d'une administration stable. En fait, ses réalisations n'ont pas toujours été à la mesure de ses ambitions ».